# Pits amb flors roges
Pits amb flors roges (títol original en francès Les Seins aux Fleurs Rouges) és un quadre de Paul Gauguin fet el 1899 durant la seva segona estada a Tahití. El títol original es va modificar posteriorment a Dues tahitianes (amb flors de mango) (en francès Deux Tahitiannnes (aux fleurs de mango)). Es conserva al Metropolitan Museum of Art de Nova York. Es coneix per la referència número 583 del catàleg de Wildenstein.

## Descripció

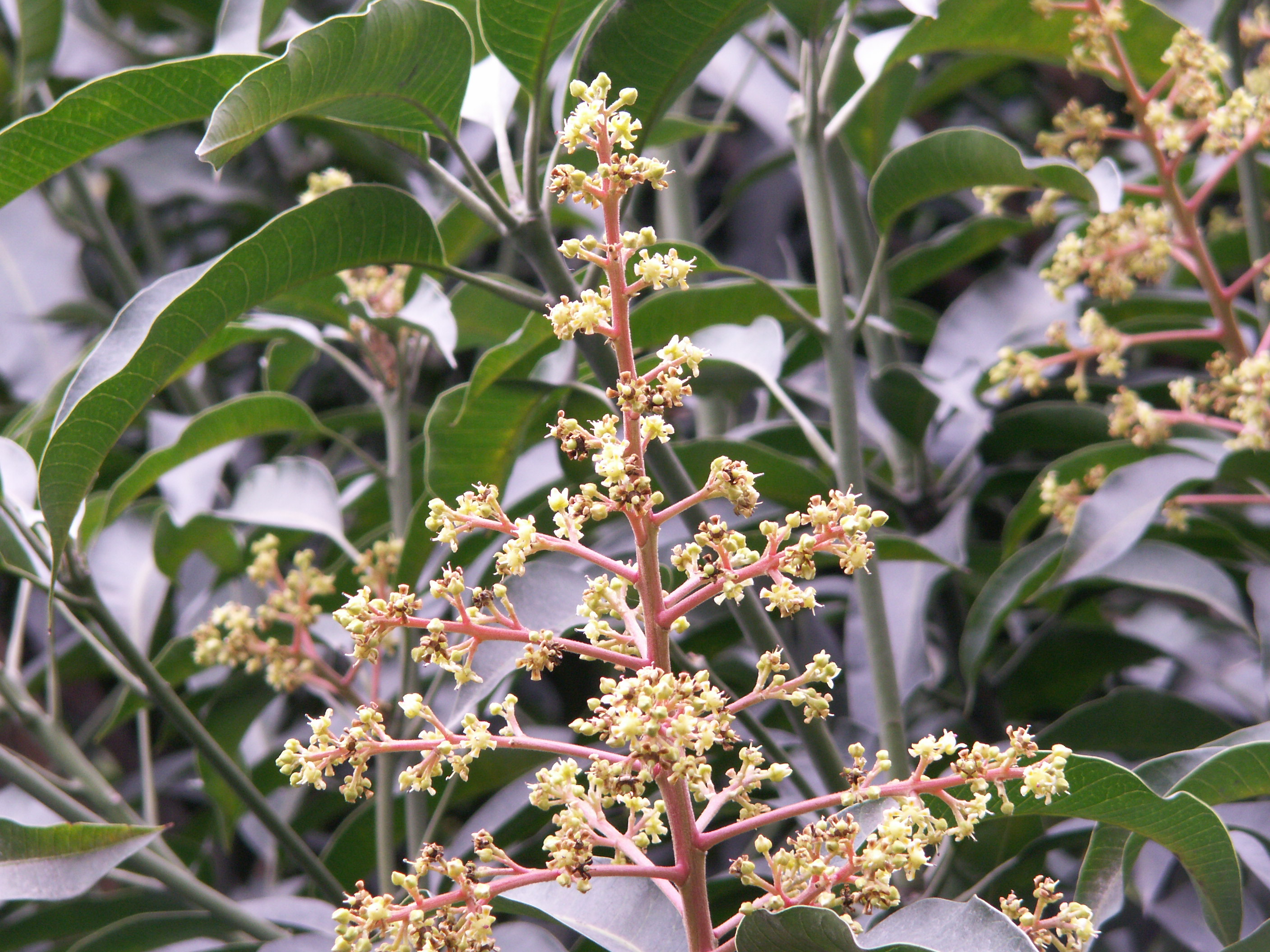
Flors de mango

La noia de l'esquerra, que probablement és Pahura l'amant de Gauguin, aguanta un bol ple de flors o fruits vermells no identificats, just sota els seus pits nus. La noia de la dreta porta un ram de flors de mango roses amb la posició de les mans en l'actitud reverent oriental. Estan dretes, segures d'elles mateixes, ocupant el primer pla en una postura natural gens artificiosa. El fons és completament abstracte sense motius decoratius complementaris realçant així les dues figures. Només el fruit vermell reclama l'atenció donant força sensualitat.
Després d'intentar suïcidar-se, Gauguin va tenir una època d'estabilitat financera que li va permetre una certa tranquil·litat reflectida en els seus quadres. La dignitat de les dues tahitianes adopta formes clàssiques. L'actitud tranquil·la, la noblesa mesurada del gest, la gravetat de portadores d'ofrenes són expressats per la cadència de les línies verticals i la suavitat de les corbes. Resulten menys amoroses i més misterioses i sensuals.
Gauguin explica aquesta dignitat escultural de les dones tahitianes en el seu llibre Noa Noa:
«[La dona maori] resulta un ésser singular, pueril i majestuós, escultural en els seus rars instants d'immobilitat, d'ulls molt càndids i molt aguts, amb un encant únic, indefinible, potser impenetrable.»
I ho repeteix en una carta:
«Les figures animals de rigidesa estatuària tenen un no sé què d'antiguitat, d'august, de religiós en el ritme dels seus gestos i en la seva rara immobilitat. Amb uns ulls somniadors, la mirada és torbadora d'un enigma insondable.»

## Obres relacionades

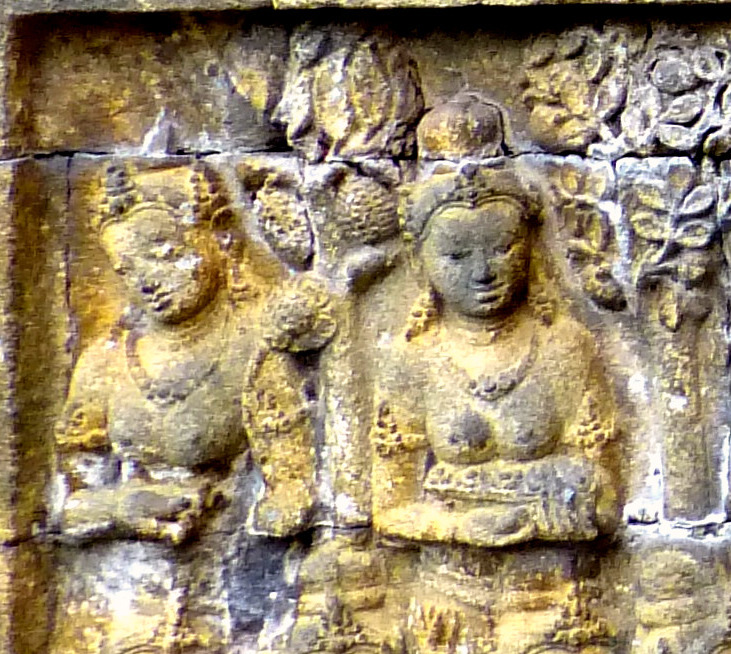
Detall de Maitrakanyaka es troba amb setze nimfes de Borobudur

La composició està copiada del fris de Borobudur Maitrakanyaka es troba amb setze nimfes. Gauguin tenia quatre fotografies dels frisos de Java i en aquesta ocasió es va inspirar en dues de les nimfes canviant-les de dreta a esquerra. Apart d'aquest canvi la reproducció és bastant fidel.
Gauguin va pintar sovint les dones tahitianes per parelles. Moltes vegades les pintava de memòria, sense model, i feia molts dibuixos preliminars. La figura de la dreta està reproduïda en diferents obres.

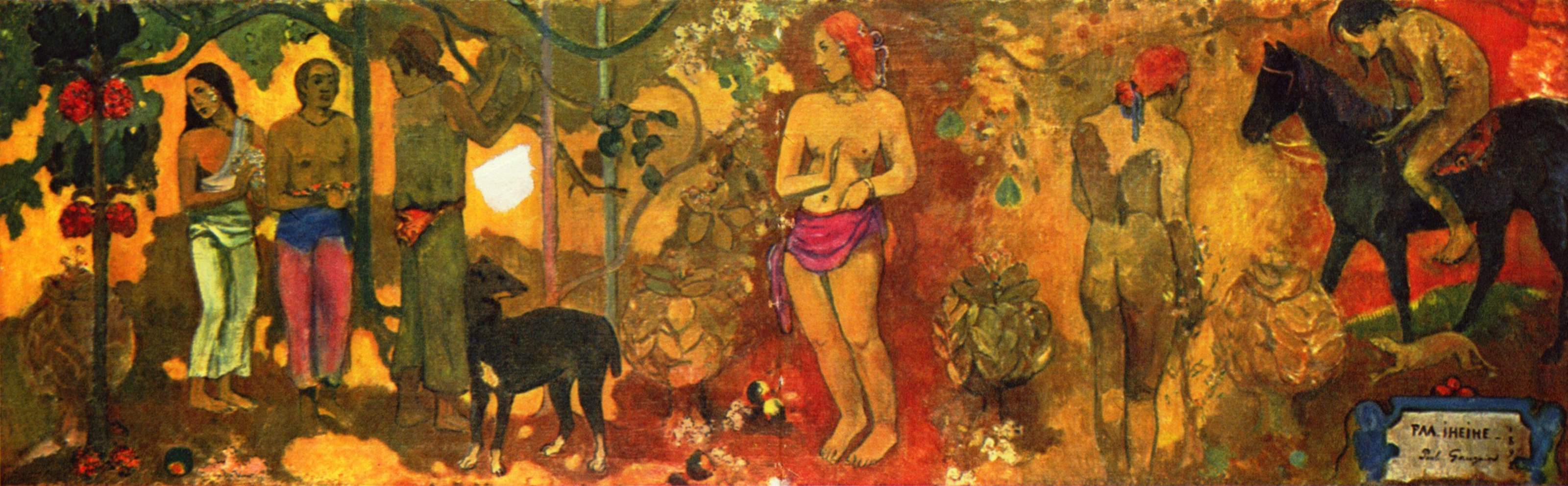
Pastoral tahitiana (1898), a l'esquerra de tot.
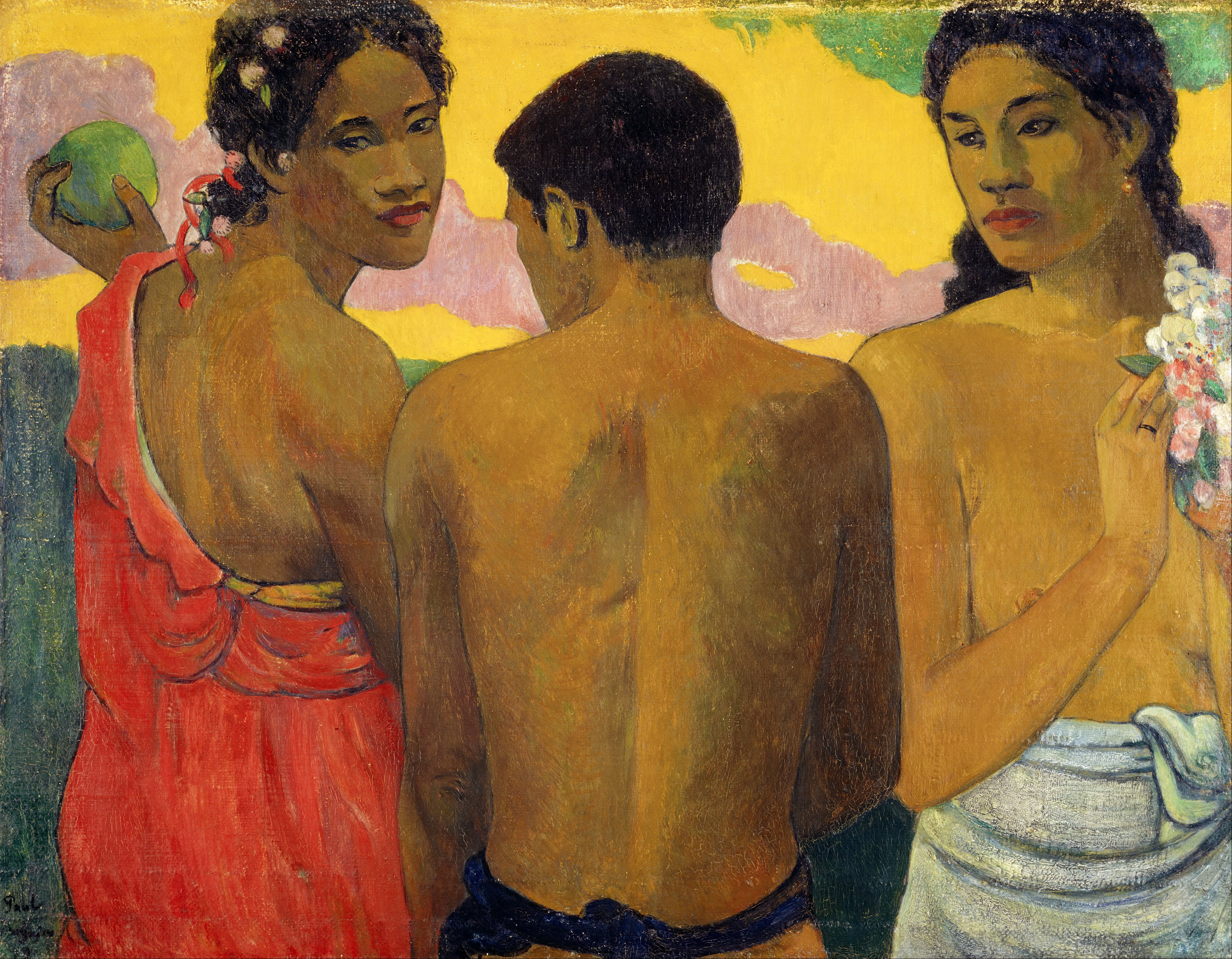
Tres tahitians (1899), a la dreta.
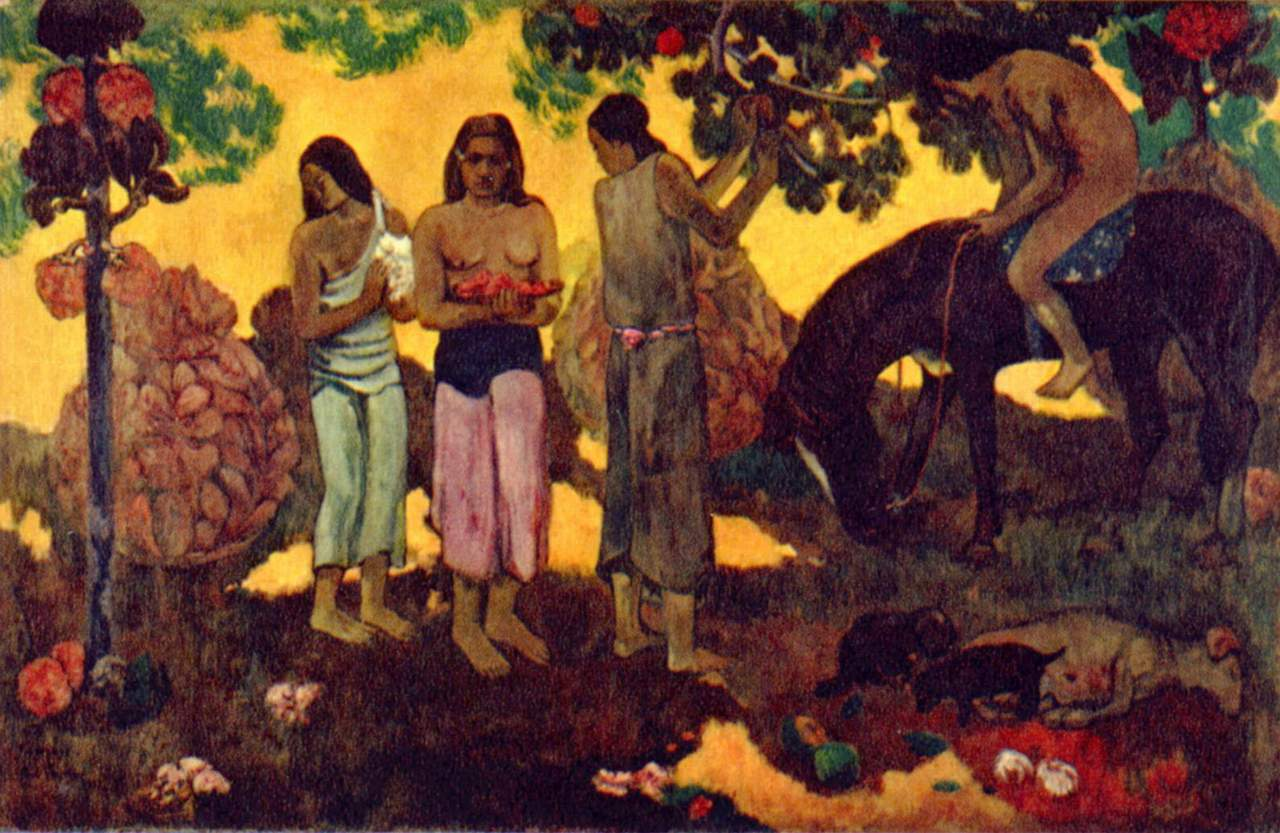
Rupe Rupe (1899), les dues de l'esquerra.
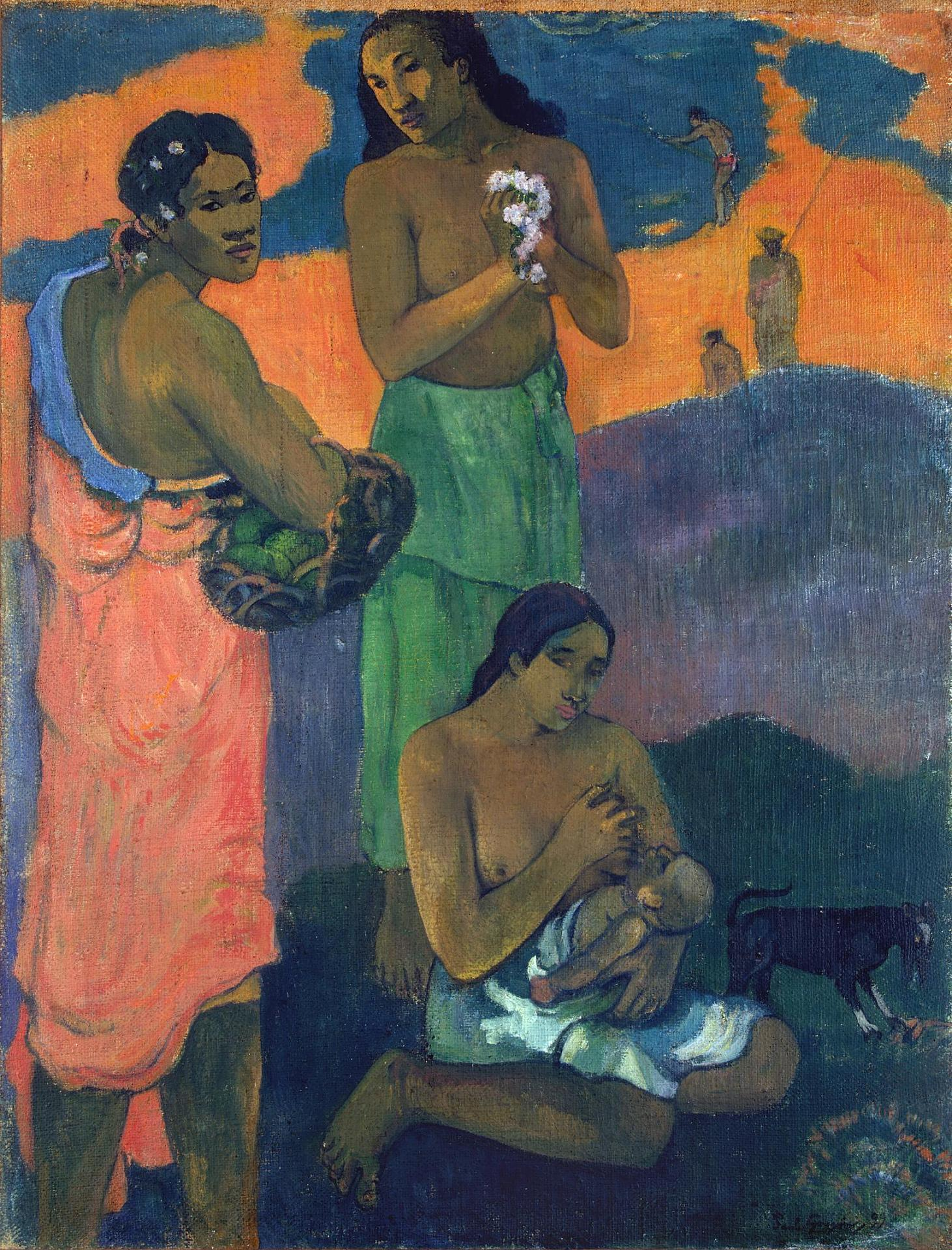
Maternitat (1899), al mig.

## Historial
Gauguin va enviar el quadre al seu apoderat Daniel de Monfreid, que el va vendre el setembre de 1900 al pintor Gustave Fayet. El 1925 va ser adquirit per l'Institut Wildenstein de Nova York, i venut el 1930 a William Church Osborn. El 1949 el va donar al Metropolitan Museum of Arts, on es conserva amb el número d'inventari 49.58.1.
L'obra està publicada en el catàleg de Wildenstein de 1964 amb el número 583, i en el catàleg de Gabriele Sugana de 1972 amb el número 399.